# فرنسيس تشيري
فرنسيس تشيري (بالإنجليزية: Francis Cherry)‏ هو محامي وقاضي وضابط وسياسي أمريكي، ولد في 5 سبتمبر 1908 في فورت وورث في الولايات المتحدة، وتوفي في 15 يوليو 1965 في واشنطن العاصمة في الولايات المتحدة. حزبياً، نشط في الحزب الديمقراطي. وقد انتخب حاكم أركنساس ‏ (13 يناير 1953 – 11 يناير 1955).